# Grace Boicel
Grace Boicel (född 1966) svensk formgivare som arbetar för det finska företaget Nokia. Grace Boicel har bl.a. designat en serie mobiltelefoner kallade L'Amour. Grace Boicel har studerat klädnadsteknisk linje i Rättvik och vid Beckmans designhögskola. Hon driver ett företag kallat Boicel & Janze som formget smycken för NK och H&M.